# Dermidio Escalona
Dermidio Escalona Alonso (Pedernales, Holguín, Cuba, 29 de abril de 1930 - La Habana, Cuba, 5 de febrero de 2009) fue un obrero y guerrillero cubano. Uno de los Comandantes de la Revolución cubana.

## Biografía
Escalona, como le conocían todos, nació en el poblado de Pedernales, actual Provincia de Holguín, Cuba, el 29 de abril de 1930. Hijo de una familia muy humilde, desde muy joven se dedicó al trabajo obrero, fundamentalmente minero, y se vinculó a las luchas obreras. 
Participó de forma destacada en las movilizaciones populares que pedían amnistía para los presos por el Asalto al Cuartel Moncada. Sufrió prisión y se vinculó a la lucha revolucionaria contra la Dictadura de Fulgencio Batista. 
En mayo de 1957, subió a la Sierra Maestra y se unió al Ejército Rebelde del Movimiento 26 de Julio. A mediados de 1958, el Comandante en Jefe Fidel Castro le ordenó a Escalona viajar a la provincia más occidental de Cuba, Pinar del Río, con el objetivo de abrir un nuevo frente guerrillero. 
Todas las fuerzas del Movimiento 26 de Julio de dicha provincia aceptaron quedar bajo el mando del Comandante Escalona y el Frente Pinar del Río se fundó oficialmente el 26 de julio de 1958. El frente se mantuvo activo hasta el triunfo de la Revolución cubana, en enero de 1959. Tras esto, las fuerzas de Escalona tomaron control de la Provincia de Pinar del Río el 2 de enero de 1959.  
Formó parte del tribunal que juzgo al comandante Huber Matos en diciembre de 1959. Escalona participó activamente en contra de la Rebelión del Escambray, entre 1960 y 1965. También cumplió una misión militar en Argelia, en 1963. Posteriormente, cumplió otras responsabilidades en el ámbito militar. 
Dermidio Escalona falleció de causas naturales en La Habana, Cuba, el 5 de febrero de 2009. Por voluntad propia, sus restos fueron incinerados y sus cenizas dispersadas en Pinar del Río, donde combatió. Tenía al morir 78 años.